# 幽冥蟻屬
幽冥蟻屬(Haidomyrmex) 隸屬蟻科(Formicidae) 幽冥蟻亞科(Haidomyrmecinae)，該屬物種皆已滅絕，幽冥蟻亞科下共九屬十三種。 幽冥蟻屬下含三個物種：Haidomyrmex cerberus 、Haidomyrmex scimitarus 和 Haidomyrmex zigrasi 。三個物種都只有一個化石標本，年代為晚白堊紀，出土地點為亞洲。該屬模式種為 H. cerberus，該屬為幽冥蟻亞科的模式屬。

## 歷史與分類地位
幽冥蟻屬總共有三件成蟲的緬甸琥珀標本。H. scimitarus 和 H. zigrasi 的標本是從密支那市（緬甸克欽邦）西方一百公里處的沉積層中出土，模式物種H. cerberus 則於1900年代出土於緬甸，詳細地點未知。鈾鉛同位素放射性定年法結果顯示緬甸琥珀的年代約為9900萬年，接近阿爾布期和森諾曼期的交界。緬甸琥珀於北緯5°左右的熱帶地區成形，材料為南洋杉科和柏科的樹酯。幽冥蟻亞科的物種大顎的運動方向是垂直的，這點異於其他蟻科物種。Barden 和 Grimaldi 推測其大顎張開的角度介於140°和180°之間（大顎閉合的角度為0°，閉合時大顎末端貼近頭楯部），大顎張開時的空間長度為頭殼直徑的兩倍。幽冥蟻屬具有很長的腳和觸角，這是樹棲型螞蟻的特徵，因此 Dlussky 推測其可能居住在天然形成的樹洞之中。
H. cerberus 的正模標本編號"BMNH 20182"，存放於倫敦自然史博物館的緬甸琥珀典藏庫中。H. scimitarus 正模標本編號 AMNH Bu-FB80，存放於美國自然史博物館，由 Federico Berlöcher 購入。H. zigrasi 正模標本編號 JZC-BuXX，為 James Zigras 的私人蒐藏，僅借出供學術研究。

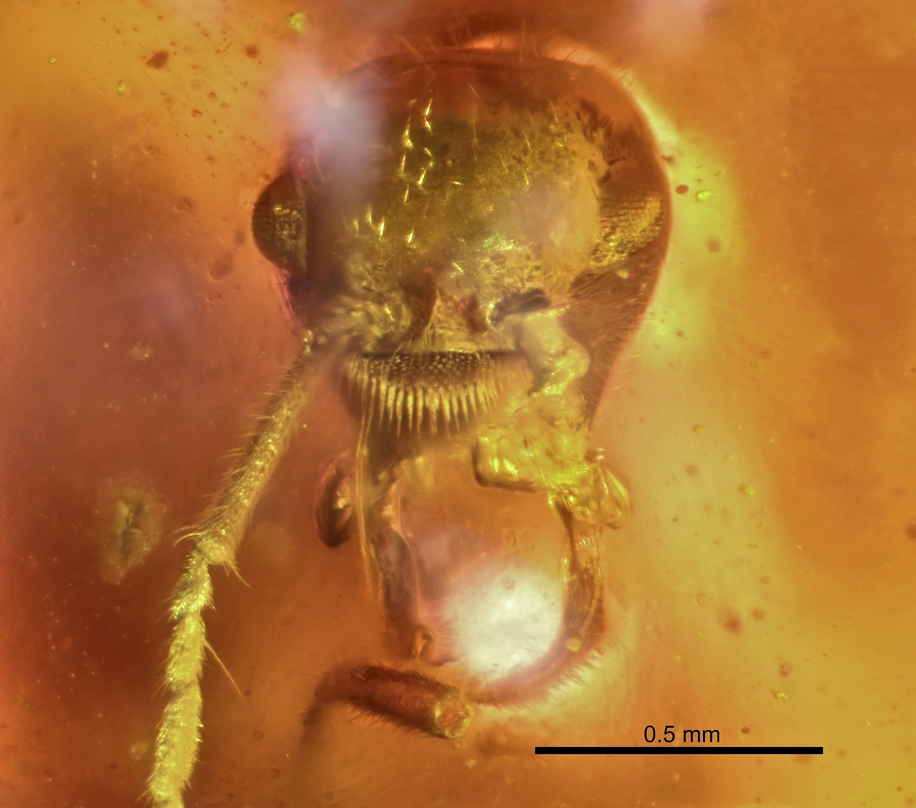
Haidomyrmex cerberus 正模標本的工蟻頭部

雖然 H. cerberus  在1900年代就已問世，但是在80年之後才被俄籍古昆蟲學家 Gennady M. Dlussky 研究，Dlussky 在1996年於Paleontological Journal 期刊發表了新屬新種的描述。幽冥蟻屬(Haidomyrmex)的原文由兩個詞根組成，Haidos 為希臘文，意思是冥界，而Myrmex 則是拉丁文，意思為螞蟻，種小名 cerberus 則是冥界的守門者的名字（看守地獄之門的三頭犬）。H. scimitarus 和 H. zigrasi 則由美國自然史博物館的 Phillip Barden 和 David Grimaldi 發表於 American Museum Novitates （2012年）。種小名 scimitarus 是形容其大顎形似彎刀，zigrasi 則是來自於標本擁有者 James Zigras 的名字，以感謝他借出標本以供研究。

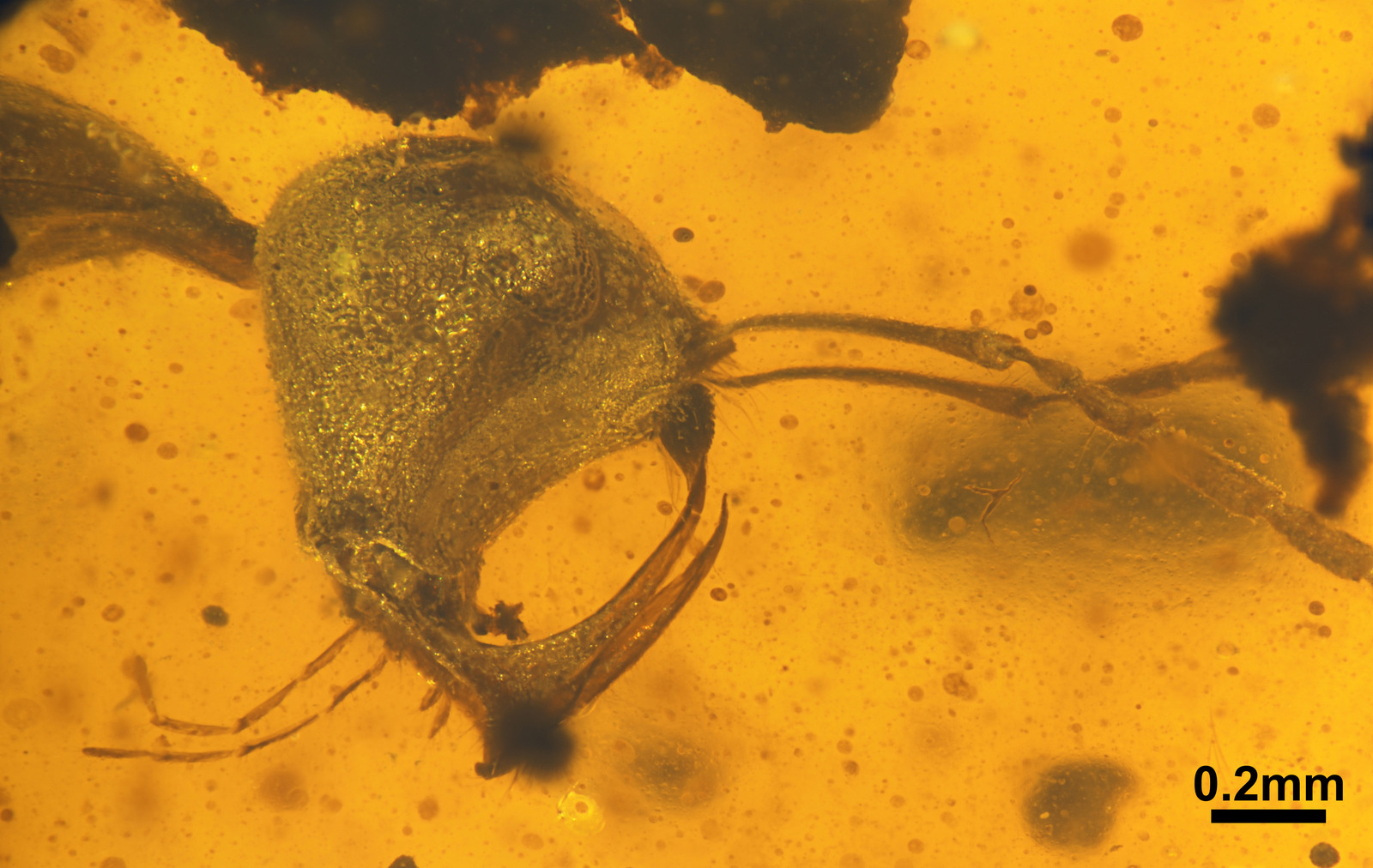
於2020描述的H. cerberus 工蟻頭部

## 描述
幽冥蟻屬體型修長，體長借於 3–8 mm，外骨骼平滑，沒有單眼，複眼發達且突出。完整的觸角細長，共7節，頭楯部通常特化成一個充滿剛毛的板狀結構，上面生有2根細長的板機毛 (trigger hairs)。大顎高度特化，通常呈鐮刀形或L形，只有兩齒，大顎尖端靠著頭楯表面。大顎與頭楯的結構導致頭部延長。足很長且爪生有一齒，中軀可伸縮，螫針可完全收入腹部內。

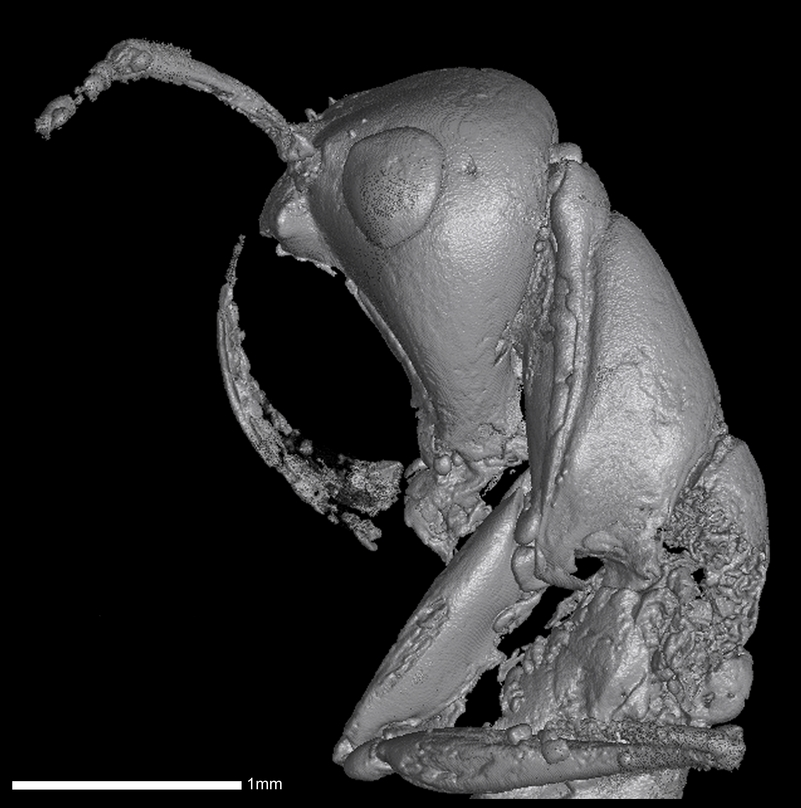
H. scimitarus 的斷層掃描照片

H. cerberus 標本為不完整的工蟻，Dlussky 估計全長為 5 mm。大顎為L形，兩邊大顎斜靠著對方，基部留有大空間，大顎缺乏磨碎食物的構造，複眼小於 H. scimitarus ，且中軀較短較厚實。以側面觀，H.cerberus 後胸側板腺明顯，前伸腹節圓形。中、後足脛節生有兩個明顯的刺、一個較不明顯的刺。腹垂節保存不完整，腹垂節第二節後丟失，左板機毛、左觸角和右觸角第7節後丟失，足與身體分離。
H. scimitarus 的標本為脫翅的蟻后，體長為 8 mm，為三個物種中最大。大顎呈鐮刀狀，彎曲程度更高，角度比 H. cerberus 大。兩邊大顎平行，大顎基部靠近彼此。頭楯部大且近五邊形，兩對細長的板機毛垂直生於頭楯上。腹垂節 2.4 mm 長，背板可收縮，螫針可完全收入腹部內，長度 0.75 mm。
H. zigrasi 為最小的物種，長度為 3.5 mm，小於其他物種體長的一半。觸角基節外露，長度約為 1.93 mm。與其他物種不同的是 H. zigrasi 的複眼位於頭部的前半部，而 H. cerberus 和H. scimitarus 的複眼位於頭部的中間。大顎平滑且從基部向上彎曲，基部生有向下突出的不對稱齒，左大顎的齒明顯大於右大顎的齒。板機毛靠近大顎尖端，長度 0.12 mm，比其他物種短。

## 外部連結
- 维基共享资源上的相關多媒體資源：Haidomyrmex